# Pietroasa (gmina Bolotești)
Pietroasa – wieś w Rumunii, w okręgu Vrancea, w gminie Bolotești. W 2011 roku liczyła 581
mieszkańców.